# Ingelene Rodewald

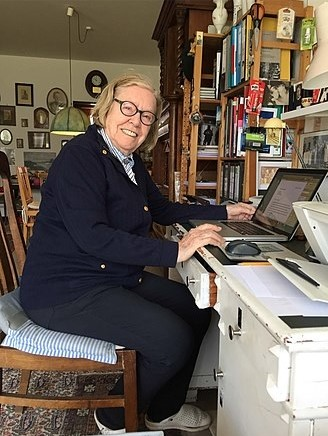
Ingelene Rodewald

Ingelene Rodewald (* 26. März 1922 in Kiel-Holtenau) ist eine deutsche Autorin. Sie schreibt vor allem Bücher mit Bezug zum Ersten und Zweiten Weltkrieg und zu Schleswig-Holstein.

## Leben
Ingelene Rodewald wuchs als drittes Kind des Kieler Architekten Magnus Ivens und seiner Frau Emmy, geb. Spethmann, in Kiel-Holtenau auf. 1928 erfolgte die Einschulung, 1939 das Abitur in Kiel. 1942 legte sie die Erste Lehrerprüfung an der Hansischen Hochschule für Lehrerbildung in Hamburg ab. Am 1. April 1942 war ihre Dienstverpflichtung zur Übernahme einer einklassigen Dorfschule im Warthegau Kreis Posen-Land. Am 28. April 1945 hatte sie die Zweite Lehrerprüfung.
1944 folgte die Heirat mit dem späteren Hamburger Herzchirurgen Georg Rodewald. Georg und Ingelene Rodewald haben drei Kinder, darunter den Immunologen Hans-Reimer Rodewald. Ingelene Rodewald lebte in Hamburg, in Pembroke in Ontario, Kanada, und heute im Ostseebad Strande bei Kiel.

## Werke
- Geh mutig Deinen Weg. Wachholtz Verlag, 1996 ISBN 3-529-04518-7.
- Heinrich Magnus Ivens. Eine schleswig-holsteinische Familiengeschichte. Verlag Walter G. Mühlau, Kiel. Boyens & Co, Heide. 1999  ISBN 3-87559-084-8.
- Und auf dem Schulhof stand ein Apfelbaum. Wachholtz Verlag. 2008,  2016 Zweite Auflage. Verlag Ludwig. ISBN 978-3-86935-293-0.[2]
- Der weiße Karton. Post aus den Jahren 1938 bis 1942. Boyens Verlag 2010, ISBN 978-3-8042-1310-4.
- „Meine liebe kleine Frau“. Briefe und Postkarten aus dem Ersten Weltkrieg. Ludwig Verlag 2014, ISBN 978-3-86935-218-3.[3]
- Zeugin des Grauens. Eine mutige Krankenschwester und ihre Fotografien aus dem Warschauer Ghetto. Husum Druck- und Verlagsgesellschaft 2014, ISBN 978-3-89876-752-1.[4]
- „Wir alle hier draußen sehnen den Frieden herbei“. Briefe und Postkarten aus dem Ersten Weltkrieg – Das Jahr 1915. Ludwig Verlag 2015, ISBN 978-3-86935-236-7.[5]
- Mutz – Das kurze Leben eines Kieler Schülers im Zweiten Weltkrieg, wiedergegeben in seinen Briefen. Ludwig Verlag. Neuauflage 2016, ISBN 978-3-86935-280-0.[6]
- Über kurz oder lang muß der heiß ersehnte Friede mit eiserner Notwendigkeit kommen. Ludwig Verlag 2017, ISBN 978-3-86935-305-0.[7]
- Vom Medizinstudenten zum Direktor der Herz- und Gefäßchirurgie in Hamburg (Biographie über Georg-Wilhelm Rodewald). Kaden Verlag 2020, ISBN 978-3-942825-62-7.
- Grüße aus Toronto: Ein Liebesroman für Fortgeschrittene. Shaker Verlag 2021, ISBN 978-3-95631-818-4.[8]
- Als der Krieg zu Ende war. Kiel 1945 und 1946. Steve-Holger Ludwig Verlag Kiel. Erstauflage (10. März 2022). ISBN 978-3-86935-421-7.[9]

## Veröffentlichungen von und über Ingelene Rodewald
- Artikel über Lazarettschwester im Warschauer Ghetto. Zeugin des Grauens[10]
- Interview mit der TAZ 2014. Ingelene Rodewald über die NS-Zeit[11]
- Artikel in den Schleswiger Nachrichten 2015 zu 'Bilder aus dem Warschauer Ghetto'[12]
- Fotostrecke: Lehrerin trifft tot geglaubten Schüler.[13]